# 100 kg di piume
100 kg di piume è un singolo del cantautore italiano Gaudiano, pubblicato il 10 giugno 2022 come quarto estratto dall'album di debutto L'ultimo fiore.

## Video musicale
Il video musicale del brano, diretto da Francesco Maria Conti, è stato pubblicato il 27 giugno 2022 sul canale YouTube del cantautore.

## Tracce
1. 100 kg di piume – 2:48